# Berghausen (Breckerfeld)
Berghausen ist ein Ortsteil der Stadt Breckerfeld und liegt als Weiler mit 15 Häusern und 59 Einwohnern am Rande des Sauerlandes. Der höchste Punkt Berghausens (Steinerd) liegt auf ca. 400 Metern über NN.
Berghausen wird von einer kleinen Straße in Ober- und Unterberghausen geteilt, die das Dorf mit dem Zentrum Breckerfelds (Entfernung: in 2,2 km) und mit Hagen-Rummenohl verbindet.

## Geschichte
Berghausen wurde erstmals im Jahre 1449 mit Hense van Berchusen urkundlich erwähnt. 
Der Ort gehörte ehemals in der eigenen Bauerschaft (Berg Baurschafft) im Amt Altena und Kirchspiel Breckerfeld zur Grafschaft Mark. 1588 wurde Peter zu Berghausen im Breckerfelder Urkundenbuch genannt. Im Jahre 1705 war ein Hannes to Berghausen mit Abgaben an die Rentei Altena im Kataster verzeichnet.
Die Bauerschaft Berghausen umfasste die Ortschaften Berghausen, Loh, Ehringhausen, Lehmenhaus, Neues Haus, Heide, Klevinghausen, Im Schlage, Branten, Frettlöh, Boßel, Altenbreckerfeld, Funkenhaus, Ruggenfeld, Fischersheide und Schlagbaum.
Die Deutung des Ortsnamens kann mit bei den Häusern am Berg umschrieben werden.